# ماریان باسلر
ماریان باسلر (فرانسوی: Marianne Basler‎؛ زادهٔ ۹ مارس ۱۹۶۴) هنرپیشه اهل فرانسه است.
از فیلم‌ها یا برنامه‌های تلویزیونی که وی در آنها نقش داشته‌است می‌توان به نیمه‌شب در پاریس، اشباح، انقلاب فرانسه، زن هرجایی، فارینلی، کی می‌داند، مارکیز، ایو سن لوران و ژان دو باری اشاره کرد.